# Case à cocher
En informatique, une case à cocher (abrégé couramment en case ; checkbox en anglais) est un composant d'interface graphique permettant à l'utilisateur d'indiquer des choix. L'utilisateur peut cocher et décocher une case en cliquant dessus, ou avec la touche espace. Une case cochée est en général remplie par un « X », une croix ou une coche, une case décochée est laissée vide. 
Une case peut aussi être grisée lorsque le choix n'est pas applicable.
Une case à cocher peut enfin présenter un état intermédiaire avec une coche grisée, permettant de représenter que certains de ses sous-éléments sont eux-mêmes cochés, et d'autres non.
Lorsqu'il y a un choix de plus de trois ou quatre éléments, une liste déroulante peut être mieux adaptée d'un point de vue ergonomique.

## Unicode
- U+2610  ☐  ballot box (9744decimal, HTML : &#9744;)
- U+2611  ☑  ballot box with check (9745decimal, HTML : &#9745;)
- U+2612  ☒  ballot box with x (9746decimal, HTML : &#9746;)